# Paul Walter Hauser

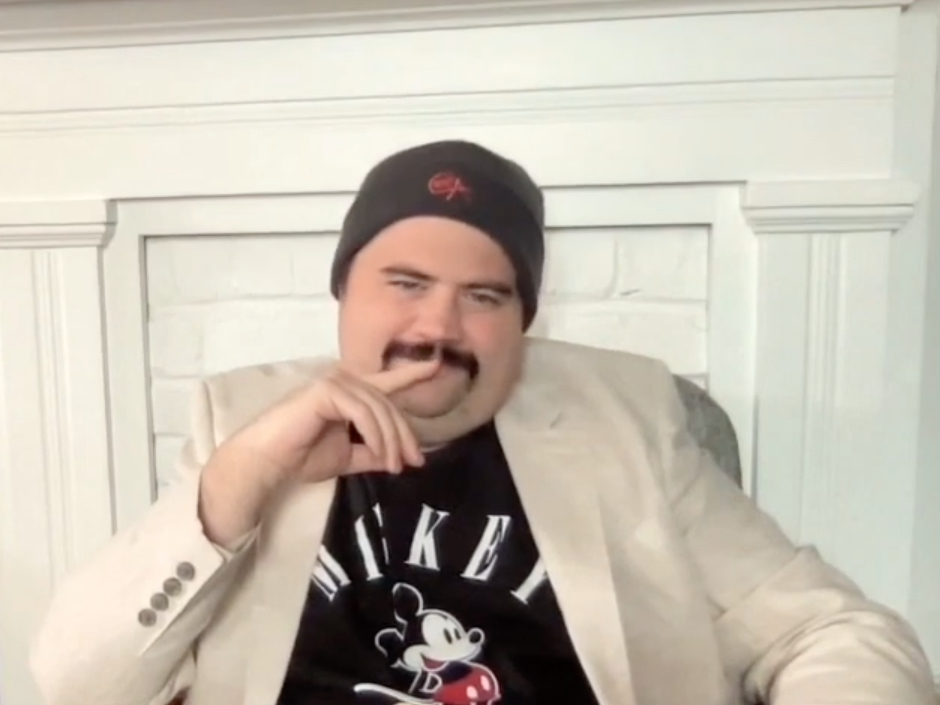
Paul Walter Hauser (2021)

Paul Walter Hauser (* 15. Oktober 1986 in Grand Rapids) ist ein US-amerikanischer Filmschauspieler.

## Leben
Paul Walter Hauser wurde in Grand Rapids in Michigan geboren und wuchs in Saginaw als Sohn von Deborah und dem lutherischen Pfarrer Paul Hauser auf. Er besuchte die Valley Lutheran High School in Saginaw.
Seine erste Filmrolle erhielt er in Dustin Lance Blacks Filmdrama Virginia, das der Regisseur 2010 beim Toronto International Film Festival vorstellte. Nach Auftritten in mehreren Kurzfilmen, bei denen er teilweise auch selbst Regie führte, und Gastauftritten in Fernsehserien war er ab 2014 in insgesamt 27 Folgen von Kingdom in der Rolle von Keith zu sehen. Es folgten größere Nebenrollen in I, Tonya von Craig Gillespie, BlacKkKlansman von Spike Lee und Late Night von Nisha Ganatra.
In Der Fall Richard Jewell von Clint Eastwood erhielt Hauser die Titelrolle des Wachmanns Richard Jewell, der nach einem Bombenanschlag während der Olympischen Spiele 1996 in Atlanta zu Unrecht ins Visier des FBI geriet. In Da 5 Bloods, abermals von Spike Lee, spielt Hauser Simon, einen Mitarbeiter einer Organisation zur Beseitigung von Landminen. In Cruella, abermals von Craig Gillespie, der 2021 in die Kinos kam, spielt er Horace.
Im Sommer 2025 wurde Hauser Mitglied der Academy of Motion Picture Arts and Sciences.

## Filmografie (Auswahl)
- 2010: Virginia
- 2013: iSteve
- 2014–2017: Kingdom (Fernsehserie, 27 Folgen)
- 2017: I, Tonya
- 2018: BlacKkKlansman
- 2019: Late Night
- 2019: Der Fall Richard Jewell (Richard Jewell)
- 2019: 7 Days to Vegas
- 2019: Beats
- 2019–2025: Cobra Kai (Fernsehserie, 15 Folgen)
- 2020: Reno 911! (Fernsehserie, 6 Folgen)
- 2020: Da 5 Bloods
- 2020: Songbird
- 2021: Silk Road – Gebieter des Darknets (Silk Road)
- 2021: Cruella
- 2021: Queenpins
- 2022: In with the Devil (Black Bird, Miniserie, 6 Folgen)
- 2023: Americana
- 2023: The Afterparty (Fernsehserie, 10 Folgen)
- 2023: Old Dads
- 2024: Orion und das Dunkel (Orion and the Dark, Stimme)
- 2024: Alles steht Kopf 2 (Inside Out 2, Stimme)
- 2024: The Instigators
- 2024: The Luckiest Man in America
- 2025: The Fantastic Four: First Steps
- 2025: Die nackte Kanone (The Naked Gun)

## Auszeichnungen (Auswahl)
Detroit Film Critics Society Award
- 2019: Nominierung als Bester Nachwuchs

Emmy
- 2023: Auszeichnung als Bester Nebendarsteller – Miniserie oder Fernsehfilm (In with the Devil)

Golden Globe Award
- 2023: Auszeichnung als Bester Nebendarsteller – Miniserie, Anthologie-Serie oder Fernsehfilm (In with the Devil)

Hollywood Critics Association Award
- 2020: Nominierung als Bester Nachwuchs (Der Fall Richard Jewell)[6]

National Board of Review Award
- 2019: Auszeichnung als Bester Nachwuchsdarsteller (Der Fall Richard Jewell)